# Sureste de Estados Unidos
El sureste de los Estados Unidos (también sudeste; en inglés: Southeastern United States) es la parte meridional y oriental de los Estados Unidos.
No hay una definición oficial de la Oficina del Censo de los Estados Unidos, no obstante la Association of American Geographers define la región integrando a los estados de Alabama, Florida, Georgia, Kentucky, Misisipi, Carolina del Norte, Carolina del Sur, Tennessee, Virginia y Virginia Occidental.

## Población
Los estados más poblados de la región son Florida (19.552.860 hab.), seguido de Georgia (9.992.167 hab.), y Carolina del Norte (9.848.060 hab.).